# Oktoberfest
Oktoberfest je mnichovský pivní festival. Trvá většinou 16 dní a obvykle končí v první říjnovou neděli.

## Původ
V roce 1810 se konala svatba korunního prince Ludvíka Bavorského s Terezou Sasko-Hildeburskou. Z radosti prince a celý dvůr pozvali celé město na oslavu, která se konala 12. až 17. října a byla zakončena koňským dostihem. V dalších letech se slavnosti opakovaly. Byly postupně prodlouženy a posunuty na září. Přesunutí termínu konání do září bylo provedeno zejména kvůli lepšímu počasí. Historicky je však dáno, že Oktoberfest končí o prvním říjnovém víkendu.

## Fakta a data

### Velikost
Oktoberfest je známý jako Největší pivní festival světa. Rok za rokem přijíždí kolem šesti milionů lidí navštívit 64akrový areál Oktoberfestu na Tereziánské louce. Asi 70 % lidí je z Bavorska, ostatní lidé jsou z jiných zemí, jako je Itálie a další evropské země. V posledních letech se začíná objevovat i mnoho mimoevropských návštěvníků. 
Tradiční návštěvníci nosí bavorské klobouky s chomáčkem kozí srsti a tradiční bavorský kroj.

### Období
Oktoberfest začíná už od roku 1872 v září. Začíná vždy v sobotu a trvá většinou 16 dní. Končí vždy první říjnovou neděli. Pokud je ovšem tato neděle 1. nebo 2. října, tak festival pokračuje až do dne německé státnosti (3. října).

### Data
Oktoberfest probíhá v následujících datech:
| Rok  | Datum               | Zvláštnost |
| ---- | ------------------- | ---------- |
| 2000 | 16. září – 3. října | 18 dní     |
| 2001 | 22. září – 7. října |            |
| 2002 | 21. září – 6. října |            |
| 2003 | 20. září – 5. října |            |
| 2004 | 18. září – 3. října |            |
| 2005 | 17. září – 3. října | 17 dní     |
| 2006 | 16. září – 3. října | 18 dní     |
| 2007 | 22. září – 7. října |            |

| Rok  | Datum               | Zvláštnost        |  |
| ---- | ------------------- | ----------------- |  |
| 2008 | 20. září – 5. října |                   |  |
| 2009 | 19. září – 4. října |                   |  |
| 2010 | 18. září – 3. října | 200 let festivalu |  |
| 2011 | 17. září – 3. října | 17 dní            |  |
| 2012 | 22. září – 7. října |                   |  |
| 2013 | 21. září – 6. října | 180. Oktoberfest  |  |
| 2014 | 20. září – 5. října |                   |  |
| 2015 | 19. září – 4. října |                   |  |
| 2018 | 22. září – 7. října |                   |  |
| 2019 | 21. září – 6. října |                   |  |
| 2020 | 18. září – 4. října |                   |  |
| 2022 | 17. září – 3. října |                   |  |
| 2023 | 16. září – 3. října |                   |  |

|

### Čísla Oktoberfestu
- 30 % roční produkce bavorských pivovarů je spotřebováno během dvou týdnů festivalu.
- 12 000 lidí je zaměstnáno na festivalu, z nich 1600 jako číšníci.
- Na festivalu je 100 000 míst na sezení.
- Pečených volů: 880
- Párků: 219 443
- Pečených kuřat: 459 279